# Hear Them Calling
A Hear Them Calling (eredetileg, izlandiul: Raddirnar, magyarul: Hallom, ahogy hívnak) az izlandi Greta Salóme dala, mellyel Izlandot képviselte a 2016-os Eurovíziós Dalfesztiválon, Stockholmban. A dal a RÚV által szervezett nemzeti döntőben nyerte el az eurovíziós indulás jogát 2016. február 20-án.

## Eurovíziós Dalfesztivál
A dalt az Eurovíziós Dalfesztiválon a május 10-i első elődöntőben adta elő, fellépési sorrendben tizenhatodikként a Montenegrót képviselő Highway The Real Thing című dala után, és a Bosznia-Hercegovinát képviselő Dalal, Deen, Ana Rucner és Jala Ljubav je című dala előtt. Az elődöntőben a tizennegyedik helyen végzett, így nem jutott tovább a május 14-i döntőbe.
A következő izlandi induló Svala Paper című dala volt a 2017-es Eurovíziós Dalfesztiválon.

## Háttér
Greta úgy jellemezte a dalt, mint az indie és a kortárs folk pop keveréke szimfonikus elemekkel, valamint táncütemekkel vegyítve, ami egy igazán izgalmas fúzióvá teszi a dalt.